# Jarosław Garliński
Jarosław Garliński (ur. 2 grudnia 1889 w Jekaterynosławiu, zm. wiosną 1940 w Charkowie) – major kawalerii rezerwy Wojska Polskiego, adwokat i notariusz, ofiara zbrodni katyńskiej.

## Życiorys
Urodził się 2 grudnia 1889 w Jekaterynosławiu, ówczesnej stolicy guberni jekaterynosławskiej, w rodzinie Józefa i Ludmiły z Choroszewskich. Absolwent Wydziału Prawa Uniwersytetu Kijowskiego. W 1919 został przyjęty do Wojska Polskiego i przydzielony do Polskiej Misji Wojskowej na Wschodzie. W 1920 pełnił służbę na stanowisku oficera śledczego sądu polowego 13 Dywizji Piechoty, a w następnym roku w X Brygadzie Jazdy. Później został przeniesiony do 5 pułku ułanów w Ostrołęce. 3 maja 1922 został zweryfikowany w stopniu rotmistrza ze starszeństwem od 1 czerwca 1919 i 168. lokatą w korpusie oficerów jazdy (od 1924 – kawalerii). Od 1 kwietnia 1924 do 1 grudnia 1924 pełnił służbę w Oddziale II Sztabu Generalnego na stanowisku referenta Referatu Organizacyjnego Wydziału I. 30 września 1924 ogłoszono jego przydział do macierzystego oddziału w Ostrołęce, lecz „do pułku nie odszedł, gdyż otrzymał pięciomiesięczny urlop bez poborów”. Z dniem 15 listopada 1925 został przeniesiony w stan nieczynny na przeciąg 24 miesięcy. W 1927 został wpisany na listę adwokatów w Okręgu Izby Adwokackiej w Poznaniu z miejscem zamieszkania w Ostrowie Wielkopolskim. 16 listopada 1927 został powołany ze stanu nieczynnego z równoczesnym przeniesieniem do 16 pułku ułanów w Bydgoszczy. Z dniem 30 kwietnia 1928 został przeniesiony do rezerwy.
W 1934, jako oficer rezerwy pozostawał w ewidencji Powiatowej Komendy Uzupełnień Poznań Miasto. Posiadał przydział do Oficerskiej Kadry Okręgowej Nr VII. Był wówczas w grupie oficerów „powyżej 40 roku życia”. Na stopień majora rezerwy został mianowany ze starszeństwem z 19 marca 1939 i 5. lokatą w korpusie oficerów kawalerii.
Po zakończeniu służby wojskowej rozpoczął pracę notariusza w Ostrowie Wielkopolskim. Obowiązki zawodowe łączył z funkcją prezesa Okręgu Południowo-Poznańskiego Stowarzyszenia Rezerwistów i Byłych Wojskowych Rzeczypospolitej Polskiej z siedzibą w Ostrowie Wlkp. Był współtwórcą formacji Krakusów – Przysposobienia Wojskowego Konnego. Zorganizowany przez niego oddział ochotniczy został nazwany przez prezesa organizacji Mariana Zyndram-Kościałkowskiego „Pierwszym Pułkiem Jazdy Stowarzyszenia Rezerwistów i Byłych Wojskowych Rzeczypospolitej Polskiej”.
W 1931 przeniósł się do Poznania, zamieszkał przy ul. 27 Grudnia m. 11 i prowadził praktykę adwokacką przy tamtejszym Sądzie Okręgowym, a równocześnie wykonywał obowiązki notariusza. Z dniem 1 października 1933 rozwiązał spółkę z adwokatem Bogusławem Seydlitzem i prowadził kancelarię oddzielnie.
W nieznanych okolicznościach, po agresji ZSRR na Polskę (17 września 1939), dostał się do niewoli sowieckiej i został osadzony w obozie w Starobielsku. Wiosną 1940 został zamordowany przez funkcjonariuszy NKWD w Charkowie i pogrzebany potajemnie w bezimiennej mogile zbiorowej w Piatichatkach, gdzie od 17 czerwca 2000 mieści się oficjalnie Cmentarz Ofiar Totalitaryzmu w Charkowie. Figuruje na tzw, liście Gajdideja (poz. 707).
Był żonaty z Wandą z Szymańskich, z którą miał syna Józefa (1913–2005), pisarza, historyka i działacza emigracyjnego.
5 października 2007 minister obrony narodowej Aleksander Szczygło mianował go pośmiertnie na stopień podpułkownika. Awans został ogłoszony 9 listopada 2007 w Warszawie, w trakcie uroczystości „Katyń Pamiętamy – Uczcijmy Pamięć Bohaterów”.

## Ordery i odznaczenia
- Krzyż Walecznych dwukrotnie[3][4]
- Złoty Krzyż Zasługi – 26 maja 1928 „za zasługi na polu przysposobienia wojskowego”[26]
- Medal Pamiątkowy za Wojnę 1918–1921[1]
- Medal Dziesięciolecia Odzyskanej Niepodległości[1]